# Сінан Курт
Сінан Георг Курт (нім. Sinan Georg Kurt; нар. 23 липня 1996, Менхенгладбах, Німеччина) — німецький та турецький футболіст, вінґер клубу Другої ліги Туреччини «Караман».

## Клубна кар'єра

### «Боруссія» (Менхенгладбах)
Сінан народився в Менхенгладбаху в сім'ї батька-турка і матері-німкені. У 2007 році приєднався до академії «Боруссії» (Менхенгладбах), де виступав за юнацькі та молодіжні команди, допоки у 2014 році перебрався в «Боруссію II» (Менхенгладбах). До переходу в резервну команду «Боруссії» грав за молодіжну команду «Боруссія Б U-17», відзначився 31-м голом і 21-м результативними передачами в 52-х матчах. Завдяки хорошим виступам за команду U-17 підписав юнацький контракт з Гладбахом, який мав на меті пов'язати його з клубом до 2016 року, після чого набув чинності професійний контракт. У сезоні 2013/14 років грав у команді U-19 Гладбаха, за яку відзначився 16-ма голами у 24 матчах. Завдяки цьому переведений до другої команди, за яку дебютував 2 серпня 2014 року на професіональному рівні, в переможному (2:1) матчу Регіональної ліги Захід проти «Вікторії» (Кельн), в якому на останні 15 хвилин замінив Марлона Ріттера.
Наприкінці серпня 2014 року повідомлялося, що мюнхенська «Баварія» зацікавлена в підписанні гравця і що Курт хоче перейти в «Баварію». Керівництво Гладбаха відмовило гравцеві у переході до закінчення терміну дії контракту в 2016 році. Однак НФЛ постановив, що оскільки контракт був підписаний, коли Курту був неповнолітнім, не вважався гравцем першої команди і «Баварії» дозволили запросити гравця.

### «Баварія» (Мюнхен)
31 серпня 2014 року «Баварія» підтвердила, що підписала з Куртом 4-річний контракт. 17 жовтня 2014 року дебютував за резервну команду «Баварії» у поєдинку проти «Шальдінг-Гайнінга». Він дебютував за першу команду в переможному (1:0) домашньому матчі проти «Герти».
У перших 21-му турі за резервну команду в сезоні 2015/16 років вийшов у стартовому складі лише в десяти матчах. За цей період також вийшов ще п’ять разів на заміну.